# Ґліниці-Доманево
Ґліниці-Доманево (пол. Glinice-Domaniewo) — село в Польщі, у гміні Вінниця Пултуського повіту Мазовецького воєводства.
Населення — 84 особи (2011).
У 1975-1998 роках село належало до Цехановського воєводства.

## Демографія
Демографічна структура станом на 31 березня 2011 року:
|          | Загалом | Допрацездатний вік | Працездатний вік | Постпрацездатний вік |
| -------- | ------- | ------------------ | ---------------- | -------------------- |
| Чоловіки | 46      | 14                 | 28               | 4                    |
| Жінки    | 38      | 9                  | 20               | 9                    |
| Разом    | 84      | 23                 | 48               | 13                   |